# Лија Нил
Лија Нил (енгл. Lia Neal; Бруклин, 13. фебруар 1995) америчка је пливачица чија специјалност је пливање слободним стилом. Њен отац Џером је Афроамериканац, док је мајка Суи Кинескиња.
Била је делом америчке олимпијске репрезентације на Летњим олимпијским играма 2012. у Лондону и 2016. у Рио де Жанеиру. У Лондону је освојила бронзу у штафети 4×100 слободно, док је четири године касније у Рију у истој дисциплини освојила сребрну медаљу.
Нилова има и две медаље, сребро и бронзу, са Светског првенства 2015. у руском Казању (обе медаље освојене у штафетама).